# Probóscide

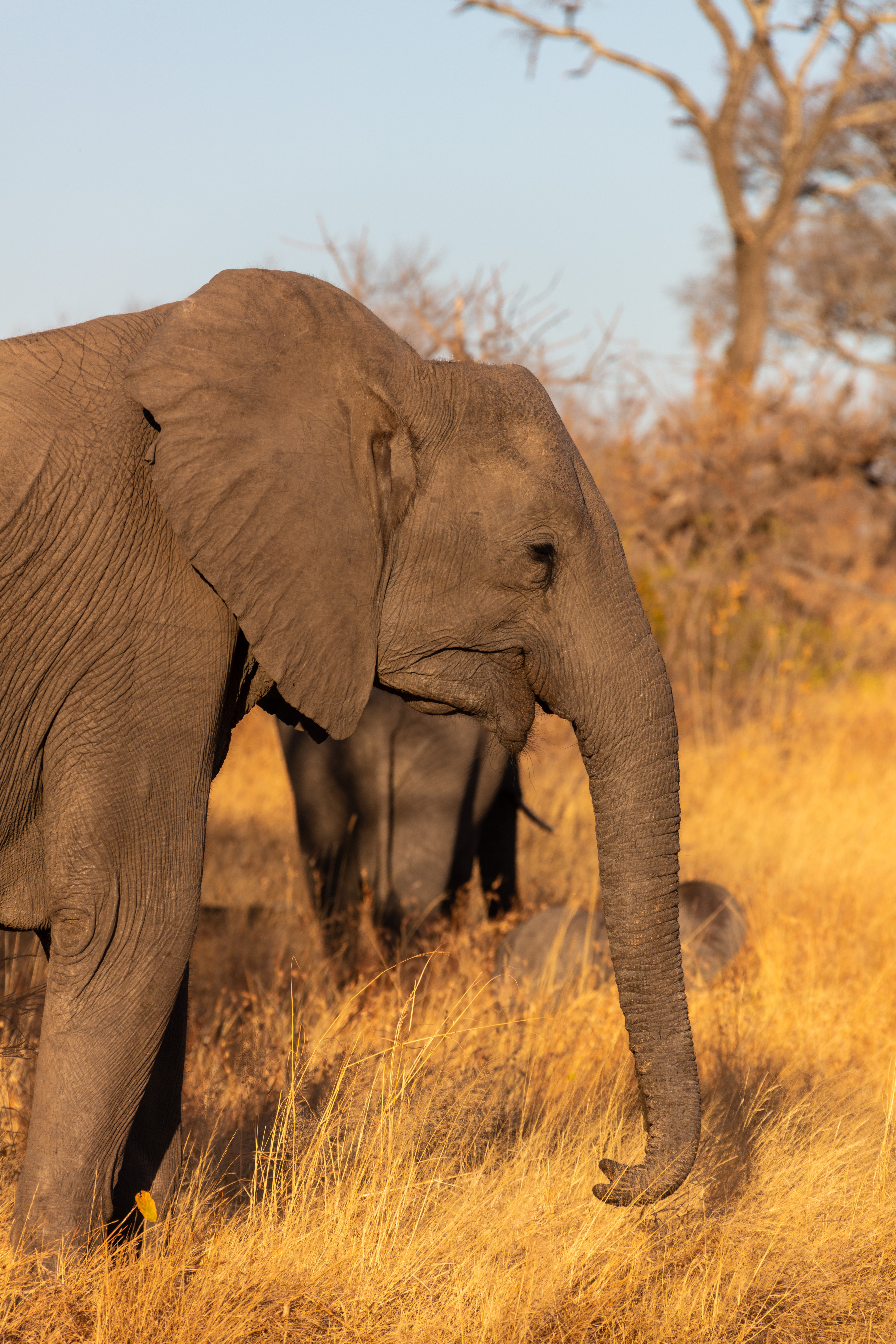
La trompa del elefante es una probóscide.

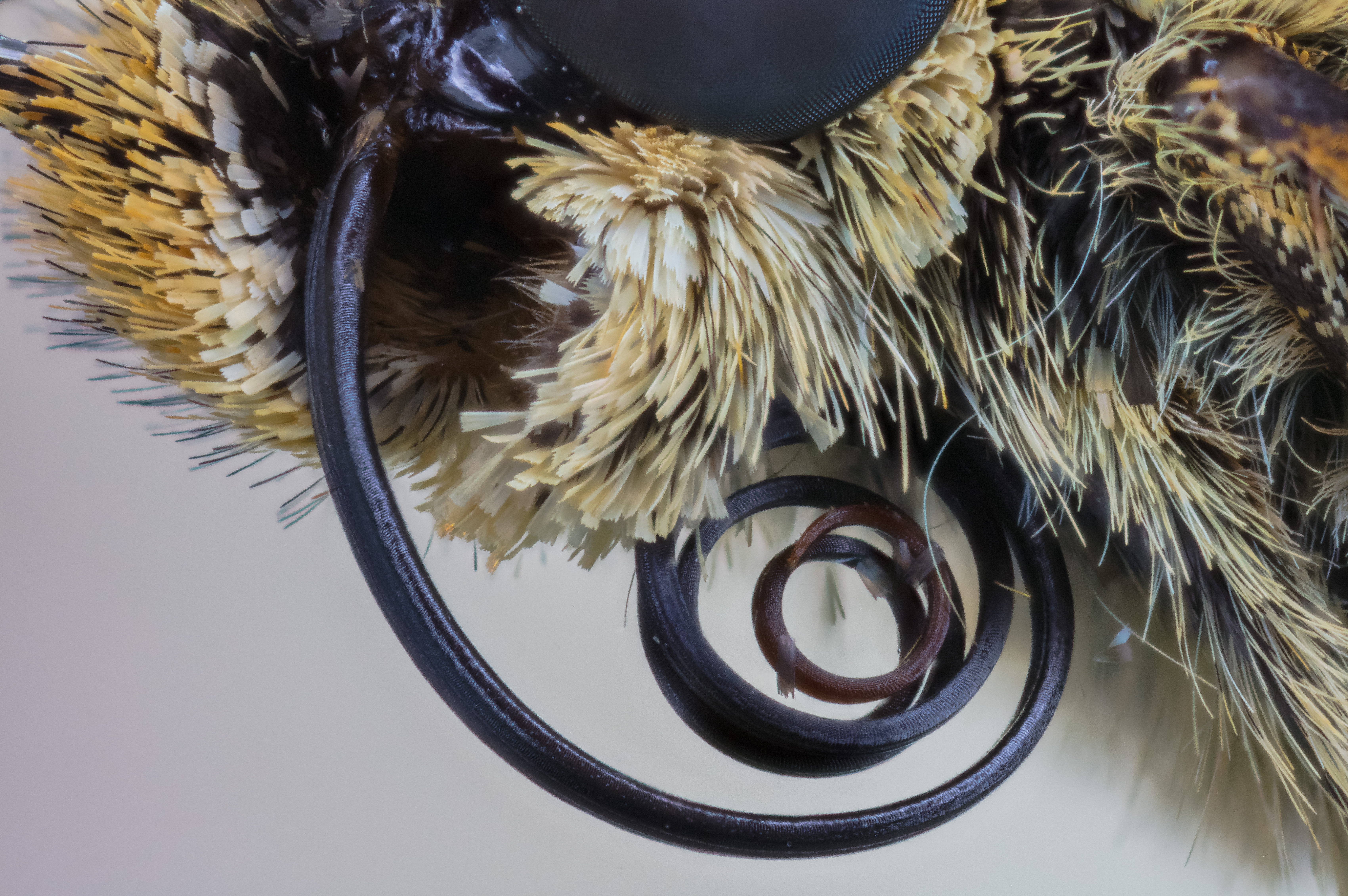
Detalle de la probóscide de una mariposa Hesperia comma.

La probóscide, en algunos casos conocida comúnmente como trompa, es un apéndice alargado y tubular situado en la cabeza de un animal. 
Su uso más común es para comer y absorber, como es el caso de ciertos invertebrados, tales como las mariposas (en las que también recibe el nombre de espiritrompa o haustelo), gorgojos y picudos, frigáneas (haustelo), gusanos, etc. La trompa de los elefantes, tapires y la de algún tipo de monos como es el mono narigudo, también es llamada probóscide.

## Etimología
El término procede de la palabra latina proboscis, que, a su vez, es una latinización de la palabra griega προβοσκίς (proboskis) 'trompa, tentáculo', la cual es el resultado de combinar πρό (pro) 'antes, delante' y βόσκω (bosko), 'alimentar, nutrir'. El término español procede, como es habitual, del caso acusativo latino: singular proboscide(m), plural proboscides.

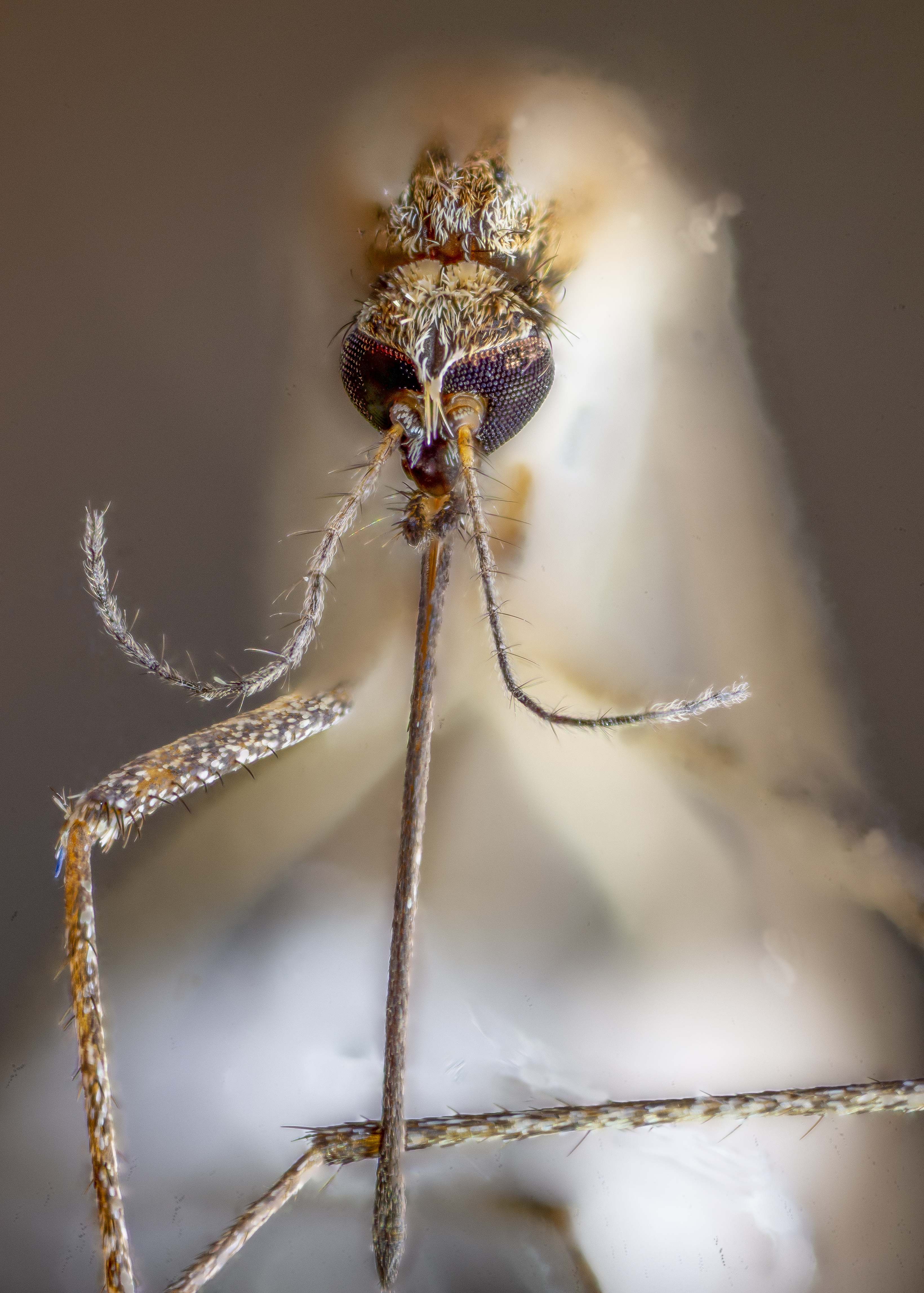
Mosquito entero, se ve bien el Probóscide

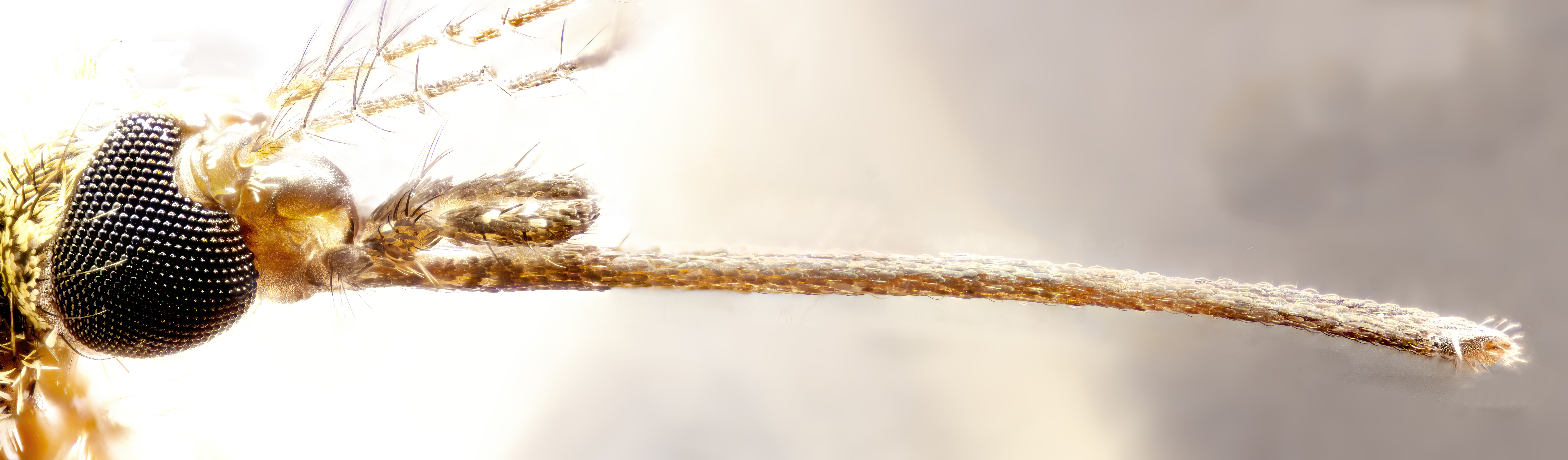
Probóscide de mosquito